# جوليان سميث (كاتب)
جوليان سميث (بالإنجليزية: Julian Smith)‏ هو كاتب أمريكي، ولد في 1972 في ماونت كيسكو في الولايات المتحدة.

## وصلات خارجية
- الموقع الرسمي